# Okręg wyborczy nr 20 do Sejmu Rzeczypospolitej Polskiej (1991–1993)
Okręg wyborczy nr 20 do Sejmu Rzeczypospolitej Polskiej (1991–1993) obejmował województwo szczecińskie. W ówczesnym kształcie został utworzony w 1991. Wybieranych było w nim 10 posłów w systemie proporcjonalnym.
Siedzibą okręgowej komisji wyborczej był Szczecin.

## Wybory parlamentarne 1991
Głosowanie odbyło się 27 października 1991.
| Komitet wyborczy                                      | Komitet wyborczy                                                  | Głosów | %     | Mandaty | Wybrani posłowie                    |
| ----------------------------------------------------- | ----------------------------------------------------------------- | ------ | ----- | ------- | ----------------------------------- |
|                                                       | Unia Demokratyczna                                                | 47 596 | 16,88 | 2       | Włodzimierz Puzyna, Józef Kowalczyk |
|                                                       | Sojusz Lewicy Demokratycznej                                      | 35 258 | 12,50 | 1       | Jacek Piechota                      |
|                                                       | Konfederacja Polski Niepodległej                                  | 30 074 | 10,66 | 1       | Zbigniew Brzycki                    |
|                                                       | Wyborcza Akcja Katolicka                                          | 24 305 | 8,62  | 1       | Stanisław Wądołowski                |
|                                                       | Kongres Liberalno-Demokratyczny                                   | 21 046 | 7,46  | 1       | Wojciech Wardacki                   |
|                                                       | Porozumienie Ludowe                                               | 18 287 | 6,48  | 1       | Artur Balazs                        |
|                                                       | Polskie Stronnictwo Ludowe Sojusz Programowy                      | 15 832 | 5,61  | 1       | Józef Woroszczak                    |
|                                                       | Niezależny Samorządny Związek Zawodowy „Solidarność”              | 15 700 | 5,57  | 1       | Paweł Kowalczyk                     |
|                                                       | Solidarność 80                                                    | 12 769 | 4,53  | 1       | Stanisław Kocjan                    |
|                                                       | Porozumienie Obywatelskie Centrum                                 | 11 298 | 4,01  | –       |                                     |
|                                                       | Polska Partia Przyjaciół Piwa                                     | 10 011 | 3,55  | –       |                                     |
|                                                       | Unia Polityki Realnej                                             | 9336   | 3,31  | –       |                                     |
|                                                       | Solidarność Pracy                                                 | 5436   | 1,93  | –       |                                     |
|                                                       | Stronnictwo Demokratyczne                                         | 3172   | 1,12  | –       |                                     |
|                                                       | Polska Partia Ekologiczna – Zieloni                               | 3119   | 1,11  | –       |                                     |
|                                                       | Koalicja Polskiej Partii Ekologicznej i Polskiej Partii Zielonych | 3048   | 1,08  | –       |                                     |
|                                                       | Partia Wolności                                                   | 2971   | 1,05  | –       |                                     |
|                                                       | Chrześcijańska Demokracja                                         | 2956   | 1,05  | –       |                                     |
|                                                       | Stronnictwo Narodowe                                              | 2170   | 0,77  | –       |                                     |
|                                                       | Wyborczy Blok Mniejszości                                         | 1886   | 0,67  | –       |                                     |
|                                                       | Zdrowa Polska - Sojusz Ekologiczny                                | 1707   | 0,61  | –       |                                     |
|                                                       | Polski Związek Zachodni                                           | 1415   | 0,50  | –       |                                     |
|                                                       | Ruch Chrześcijańsko-Społeczny „Przymierze”                        | 933    | 0,33  | –       |                                     |
|                                                       | Blok Ludowo-Chrześcijański                                        | 864    | 0,31  | –       |                                     |
|                                                       | Mniejszość Niemiecka                                              | 835    | 0,30  | –       |                                     |
| Frekwencja: 42,16% Źródło: Państwowa Komisja Wyborcza |                                                                   |        |       |         |                                     |